# Zvornik
Zvornik (en serbe cyrillique : Зворник) est une ville et une municipalité de Bosnie-Herzégovine située dans la république serbe de Bosnie. Selon les premiers résultats du recensement bosnien de 2013, la ville intra muros compte 12 674 habitants et la municipalité 63 686.

## Géographie
Zvornik est située au nord-est de la Bosnie-Herzégovine, au sud de Bijeljina et sur la rive gauche de la Drina, qui, à cet endroit, constitue la frontière entre la Bosnie-Herzégovine et la Serbie. En face de Zvornik, sur la rive droite de la rivière, se trouve la ville serbe de Mali Zvornik. Au sud de la ville se trouve le lac de Zvornik.

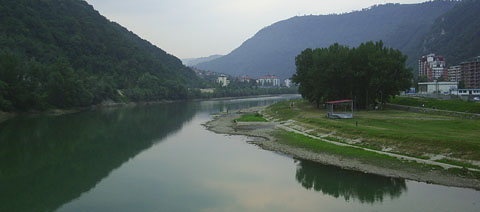
La Drina à Zvornik
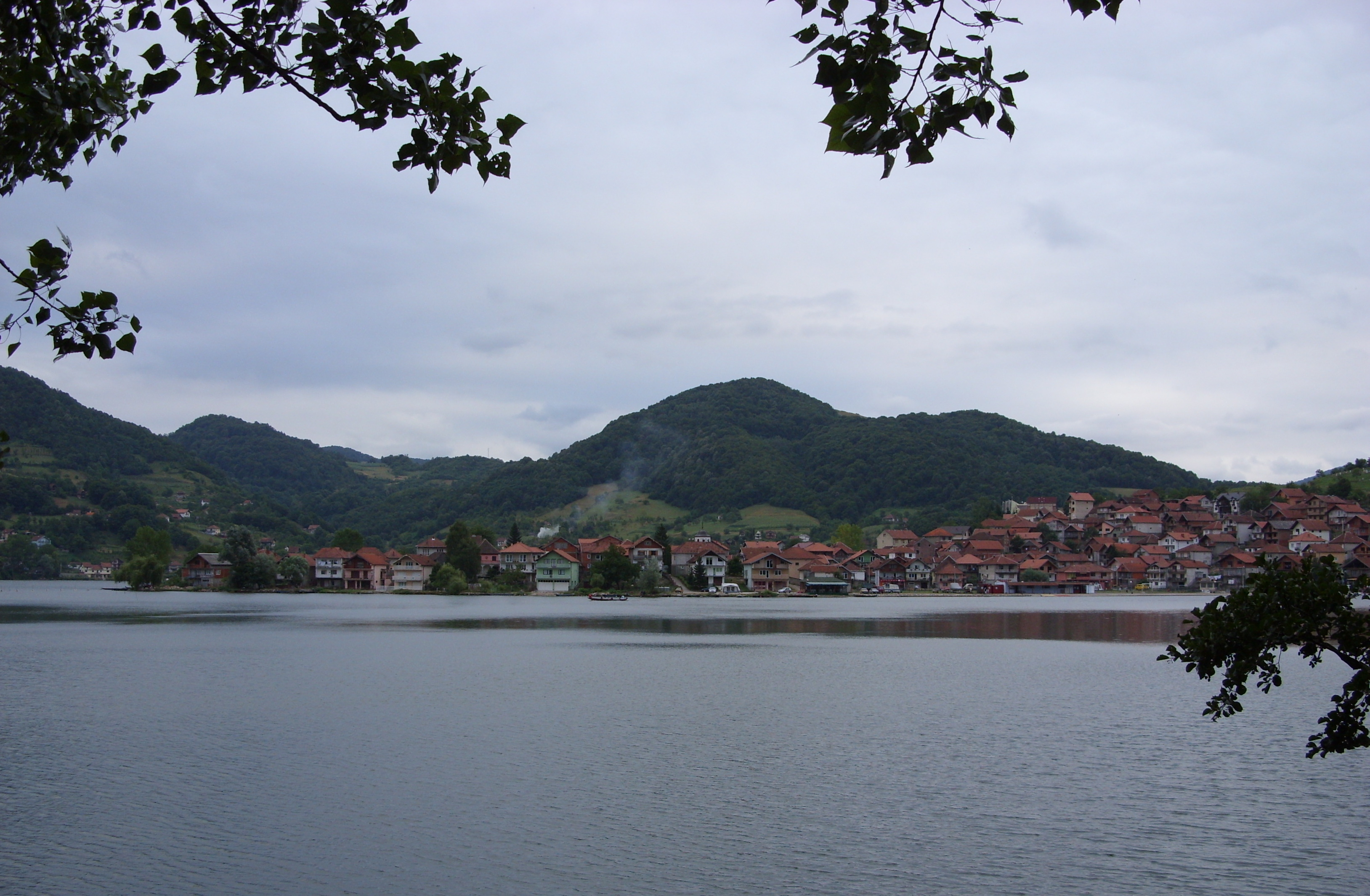
Le lac de Zvornik à Divič

## Histoire

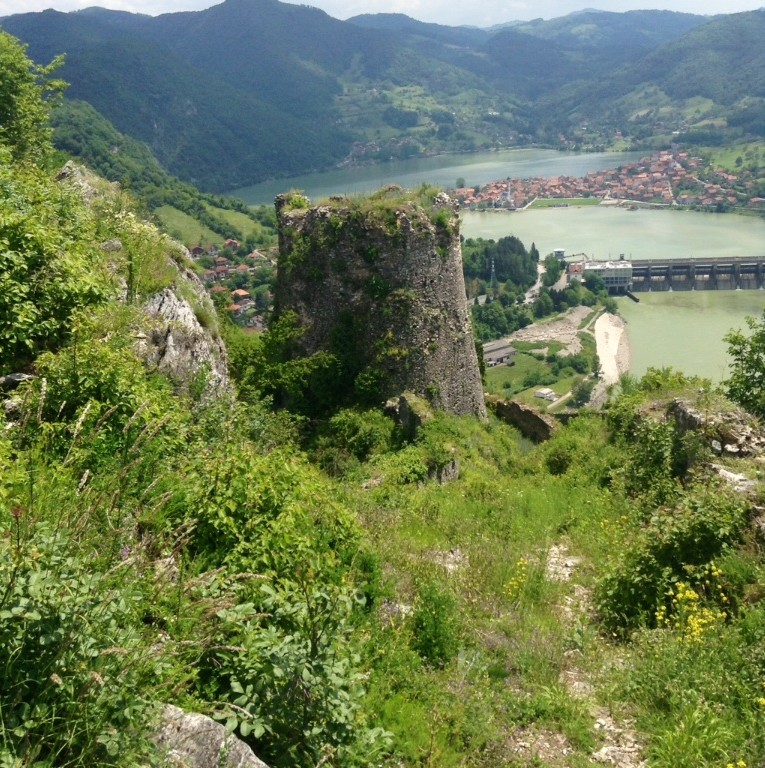
Une tour de la forteresse de Zvornik

Zvornik est mentionnée pour la première fois en 1410. En 1433, la ville entre dans les possessions du despote serbe Đurađ Branković, qui y fait élever un donjon. Vers 1460, Zvornik est conquise par les Ottomans qui construisent les parties basses de la forteresse. Lors des combats entre les Autrichiens, les Hongrois et les Ottomans, cette forteresse est endommagée.
Durant la période de l'occupation par l'Autriche-Hongrie (1878-1918), un bureau de poste militaire et une station télégraphique sont ouverts, identifiés par les chiffres romains XX.

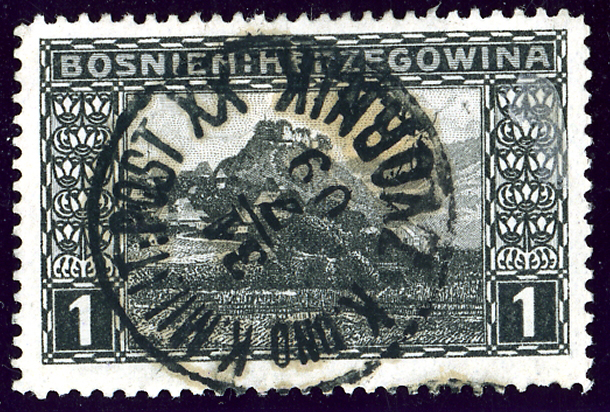
Timbre de Bosnie-Herzégovine, oblitéré au bureau militaire ZVORNIK XX en 1909

Après la Première Guerre mondiale, elle fait partie du royaume des Serbes, Croates et Slovènes qui, en 1929, devient le royaume de Yougoslavie.

## Localités

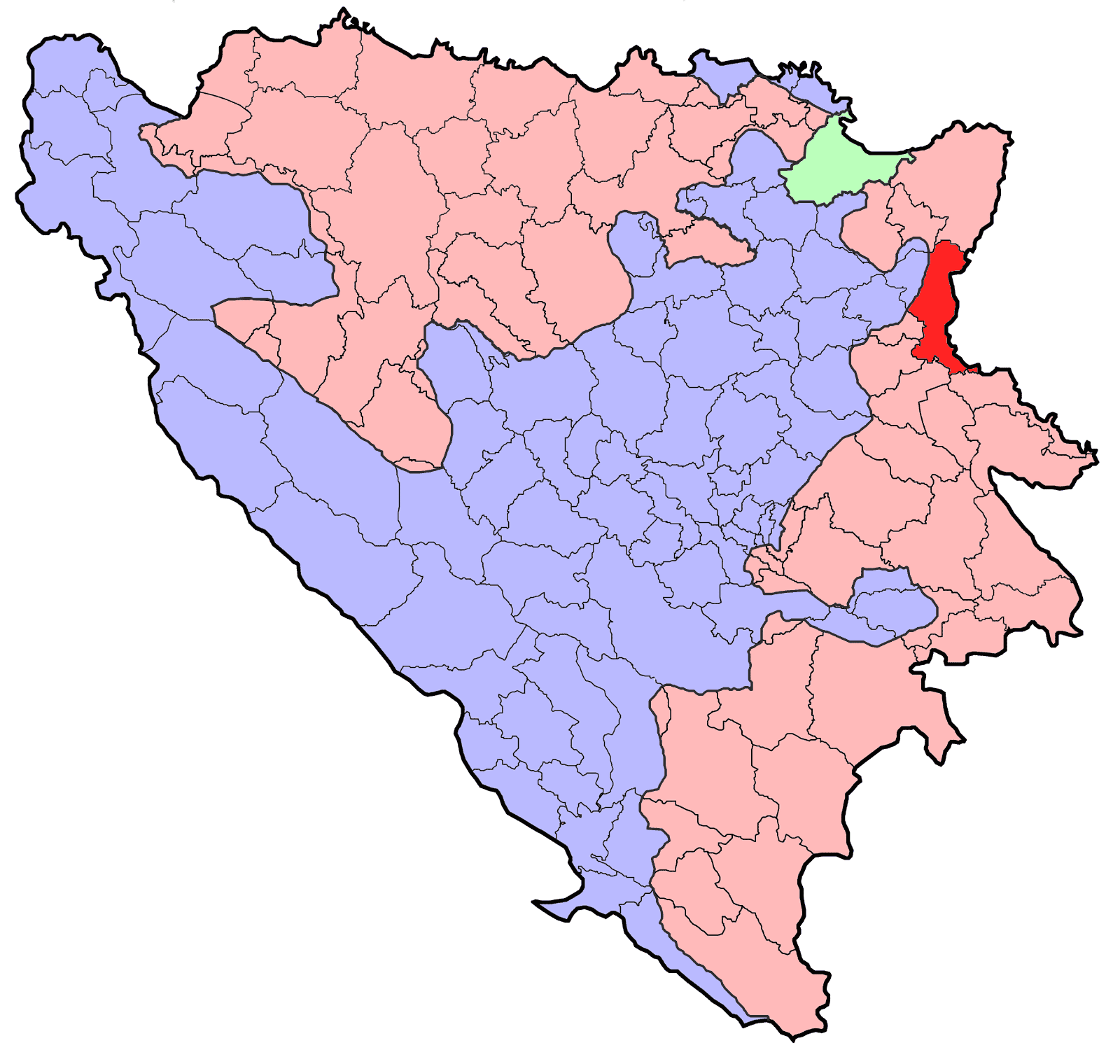
Localisation de la municipalité de Zvornik en Bosnie-Herzégovine

La municipalité de Zvornik compte 68 localités :
| - Androvići - Baljkovica - Baljkovica Donja - Boškovići - Branjevo - Buložani - Čelopek - Cer - Divič - Donja Kamenica - Donja Pilica - Donji Lokanj - Donji Šepak - Drinjača | - Dugi Dio - Đevanje - Đulići - Ekonomija - Glodi - Glumina - Gornja Kamenica - Gornja Pilica - Gornje Snagovo - Gornji Grbavci - Gornji Lokanj - Gornji Šepak - Grbavci Donji - Gušteri | - Jardan - Jasenica - Jošanica - Jusići - Karakaj - Kiseljak - Kitovnice - Klisa - Kostijerevo - Kozluk - Križevići - Kučić Kula - Kula Grad - Liješanj | - Liplje - Malešić - Nezuk - Novo Selo - Odžačina - Oraovac - Pađine - Paljevići - Petkovci - Potočani - Roćević - Samari - Skočić - Snagovo - Snagovo Donje | - Sopotnik - Srednji Šepak - Sultanovići - Šetići - Tabanci - Trnovica - Tršić - Ugljari - Ulice - Vitinica - Vrela - Zelinje - Zvornik |

## Démographie

### Villeintra muros

#### Évolution historique de la population dans la villeintra muros
| 1948  | 1953 | 1961  | 1971  | 1981   | 1991   | 2013   |
| ----- | ---- | ----- | ----- | ------ | ------ | ------ |
| 4 320 | -    | 5 444 | 8 538 | 12 147 | 14 584 | 12 674 |

|  |

### Municipalité

#### Évolution historique de la population dans la municipalité
| 1971   | 1981   | 1991   | 2013   |
| ------ | ------ | ------ | ------ |
| 60 910 | 73 845 | 81 295 | 63 686 |

#### Répartition de la population par nationalités dans la municipalité (1991)
En 1991, sur un total de 81 295 habitants, la population se répartissait de la manière suivante :

## Politique

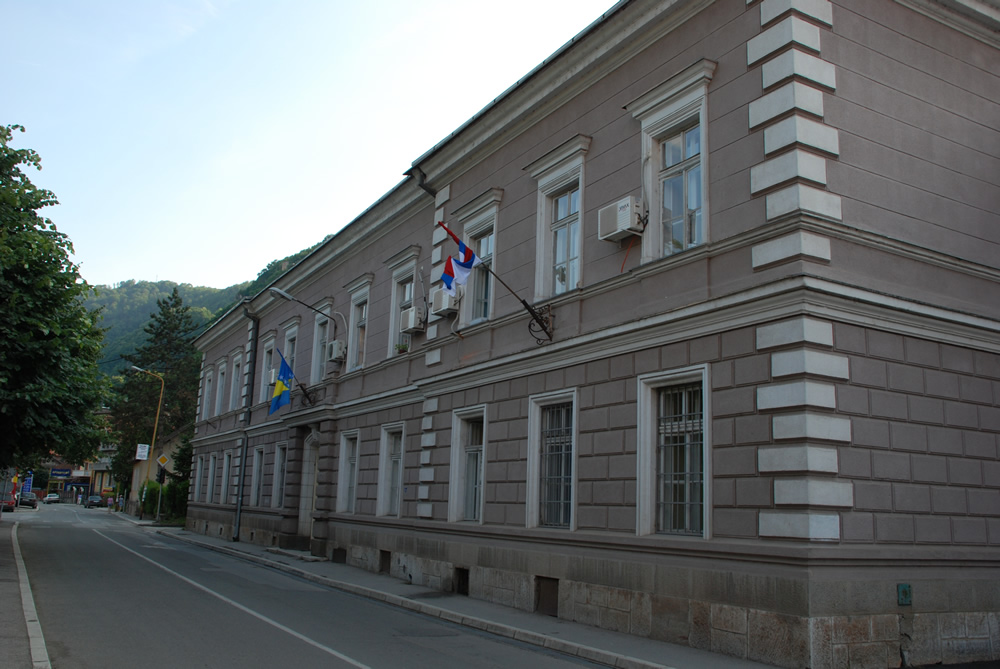
Le bâtiment de la municipalité de Zvornik

## Culture

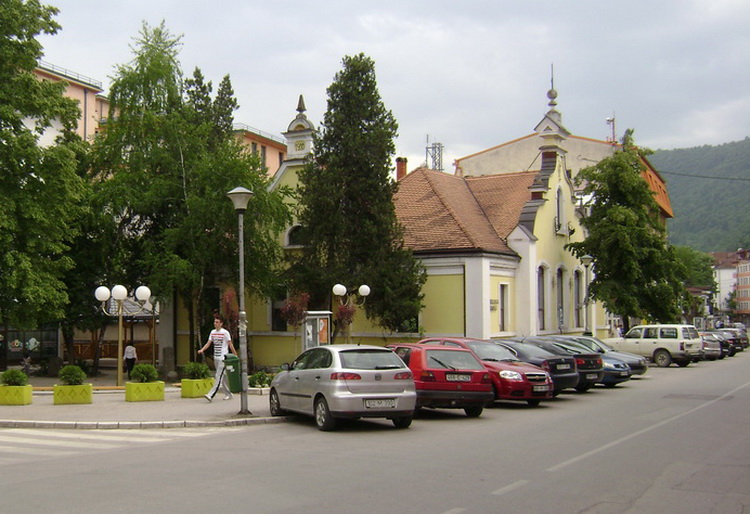
La bibliothèque et le musée

## Sport

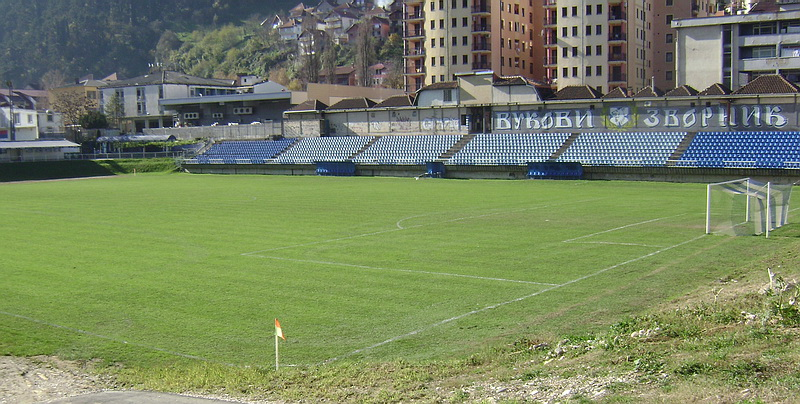
Le stade municipal

## Religions

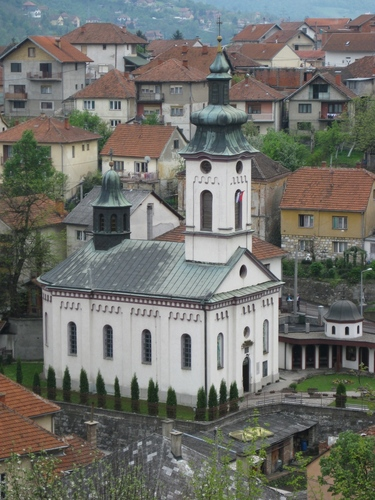
L'église Saint-Jean
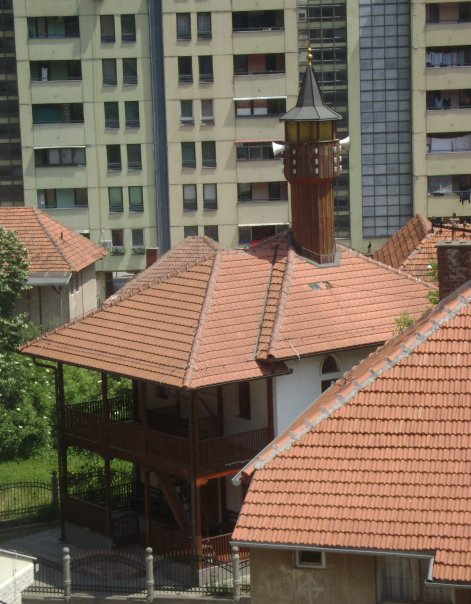
La mosquée Begsuja

## Tourisme

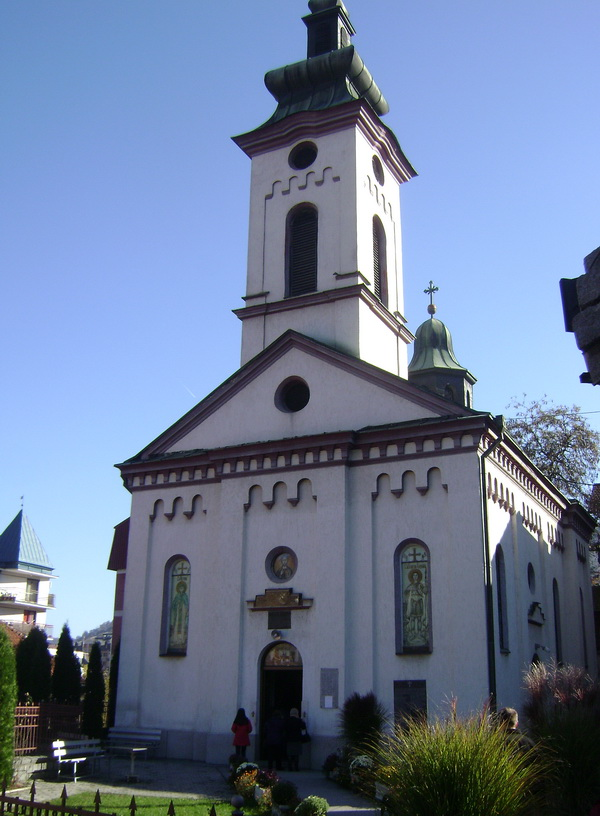
L'église de la Nativité-de-Saint-Jean-Baptiste de Zvornik, 1823
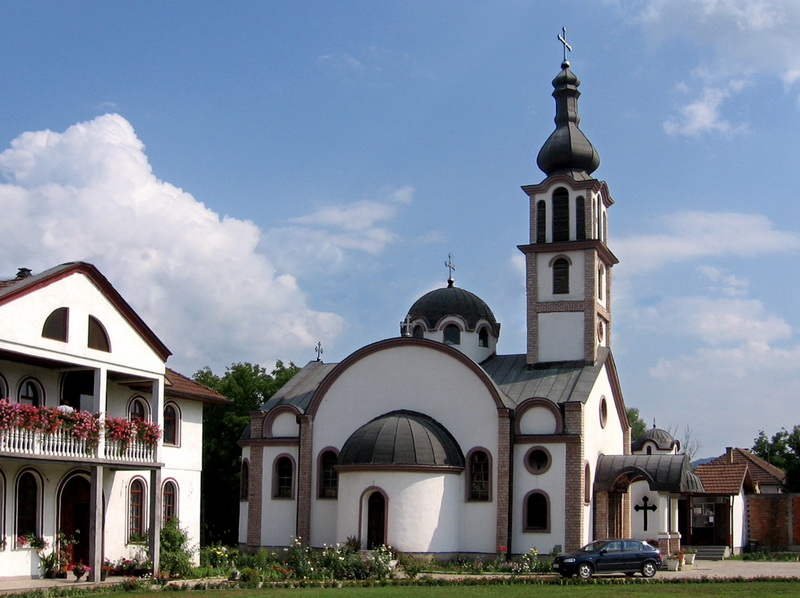
L'église Sainte-Marine de Čelopek, 1998
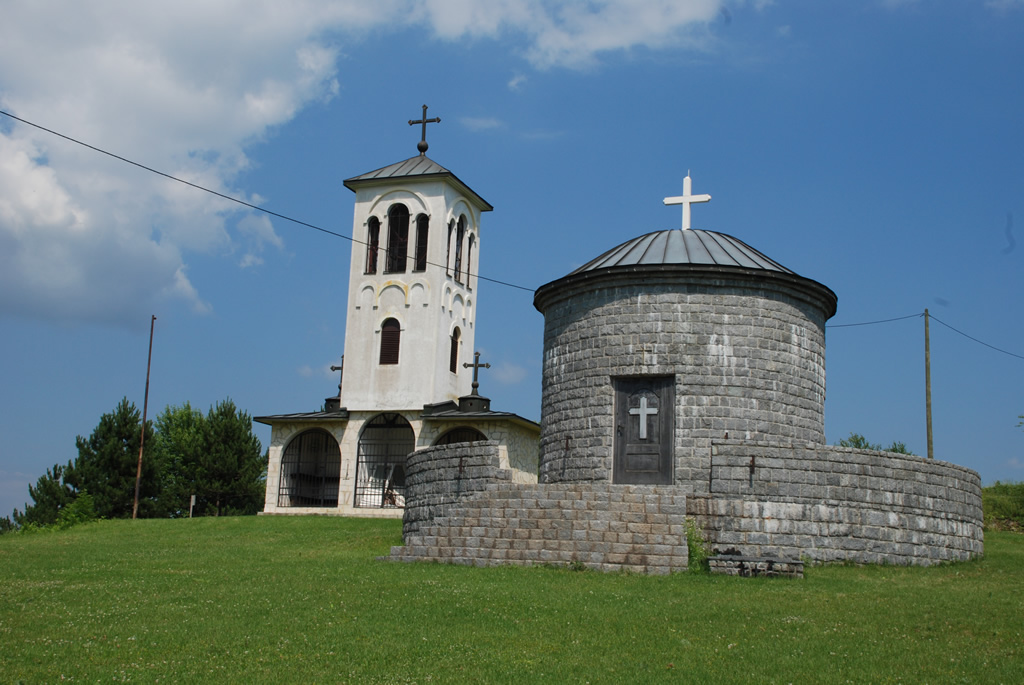
L'église de la Saint-Parascève-de-Trnova-et-de-Saint-Pierre-de-Cetinje de Zvornik, 2000

## Personnalités
- Miralem Pjanić (né en 1990), footballeur international bosnien y est né.
- Aleksandar Kukolj (né en 1991), judoka
- Borisav Pisić (né en 1949), athlète
- Samir Muratović (né en 1976), footballeur
- Seka Aleksić (née en 1981), chanteuse
- Rade Djokić (né en 1983), footballeur
- Sejad Salihović (né en 1984), footballeur
- Denis Omerbegović (né en 1986), footballeur
- Zlatko Junuzović, footballeur
- Said Husejinović (né en 1988), footballeur
- Ermin Bičakčić (né en 1990), footballeur du Eintracht Braunschweig
- Goran Ikonić, joueur de basket-ball du Rabotnicki
- Nada Obrić (née en 1948), chanteuse
- Dragan Jokić (né en 1957), officier
- Mersudin Jukić (né en 1984), footballeur
- Veroljub Salatić (né en 1985), footballeur
- Miroslav Stevanović (né en 1990), footballeur